# Whytockia wilsonii
Whytockia wilsonii là một loài thực vật có hoa trong họ Tai voi. Loài này được (A. Weber) Y.Z. Wang mô tả khoa học đầu tiên năm 2003.